# 流亡童軍

維多利亞州的童軍活動主辦之流亡童軍營隊布章，其上之國旗代表（由左至右）愛沙尼亞、匈牙利、拉脫維亞、立陶宛、波蘭、俄羅斯與烏克蘭

流亡童軍（英語：Scouts-in-Exteris, Scouts-in-Exile）指的是因戰亂或政權出現變化，而於原生國家外成立的童軍或女童軍團。此概念不同於部分童軍總會的海外分部，這類海外分部是宗主國因軍事或商業因素而在當地發起的童軍團體，例如美國童軍下的泛大西洋童軍會。
在童軍活動隨時間存續發展下，會因為政權交替而受到打壓，尤其是在專制政權建立時；當代案例包含了古巴、寮國與中華人民共和國。

## 歷史
在澳大利亞維多利亞州有流亡童軍團體維多利亞民族童軍與女童軍總會（there is the Ethnic Scout and Guide Association of Victoria, ESGAV），結合了7個歐洲民族的成員，每年針對其冒險童軍與羅浮童軍舉辦營隊活動。在美國等諸多國家，流亡童軍組成的童軍團歸屬當地國家的童軍組織管理。在美國，紐約的愛沙尼亞流亡童軍團與加利福尼亞州的亞美尼亞流亡童軍團都歸屬於美國童軍下屬的地方童軍會管理。
在德國則有來自阿富汗的童軍團體「阿富汗人童軍總會」（De Afghanistan Zarandoi Tolana-Afghanische Pfadfinder Organisation），與國際童軍與女童軍聯誼協會成員德國老童軍與女童軍團體（Verband Deutscher Altpfadfindergilden e.V.）結盟。

### 引用
1. ↑  Riga (102) Scout Group 的存檔，存档日期2008-08-30.
2. ↑  .   [2007-12-15]. （原始内容存档于2020-06-05） （德语）.
3. ↑  .   [2007-12-15]. （原始内容存档于2020-06-05） （德语）.
4. ↑  . Verband Deutscher Altpfadfindergilden e.V.   [2010-03-10]. （原始内容存档于2010-12-30） （德语）.